# مجید خدایی
مجید خدایی (زادۀ ۱۳۵۷ در مشهد) کشتی‌گیر پیشین و مربی کشتی آزاد ایرانی است.
خدایی یک نشان برنز قهرمانی جهان ۲۰۰۲ تهران و برنز قهرمانی آسیا ۲۰۰۶ را کسب کرده و در المپیک ۲۰۰۴ آتن با سه پیروزی (۱–۵ بر کومار هندی، ۱–۸ بر یوکویاما ژاپنی و ۰–۳ بر لویزیدیس یونانی) و شکست ۶–۵ از کیل ساندرسون آمریکایی قهرمان مسابقات به مقام پنجم رسیده است. وی در قهرمانی جهان ۲۰۰۱ هم عضو تیم ملی بود و به مقام چهاردهم رسید.
خدایی سابقهٔ سرمربی‌گری تیم ملی کشتی آزاد جوانان ایران را از سال ۱۳۸۶ تا ۱۳۸۹ دارد. وی پیش از آن، سابقهٔ هدایت تیم ابومسلم خراسان را در کارنامه داشته‌است.

مجید خدایی در سریال پایتخت۳ در سال ۱۳۹۳ و پایتخت۷ سال ۱۴۰۳ در نقش خودش بازی کرد.